# Camembert
Camembert er en velkendt fransk dessertost. Det er en blød hvidskimmelsost. Osten er opfundet af Marie Harel i 1791 og er opkaldt efter byen i Normandiet. Skimmelsvampe, som anvendes, er Penicillium camemberti og Penicillium candida.